# Anna Torrodà
Anna Torrodà Ricart (Barcelona, Cataluña; 21 de enero de 2000) es una futbolista española que actualmente juega como defensa central o centrocampista para el Levante UD de la Primera División.

## Trayectoria

### Inicios en el fútbol
Desde los 9 y hasta los 13 años, Torrodà fue jugadora de las categorías inferiores del RCD Espanyol, cuando fichó por el Fútbol Club Barcelona cadete-juvenil. En la temporada 2016/17 dio el salto al filial del club azulgrana, de Segunda División, en el que permaneció hasta finales de la temporada siguiente. Pese a llegar a disputar encuentros amistosos con el primer equipo del FC Barcelona, en el verano de 2018 volvió al RCD Espanyol, en esta ocasión al primer equipo.
Ese mismo verano logró proclamarse campeona de Europa sub-19 junto a la selección española en el torneo disputado en Suiza, consiguiendo entrar en el 11 ideal del campeonato elegido por la UEFA.

### Primera división
En la temporada 2018-19 debutó en Primera División con el RCD Espanyol, anotando su primer gol en la máxima categoría en marzo de 2019 ante el Athletic Club. En abril fue una de las jugadoras que disputaron el encuentro en el que el RCDE Stadium, estadio del RCD Espanyol masculino, abrió sus puertas por primera vez al fútbol femenino. Durante esa temporada, la de su debut, Torrodà disputó 30 partidos con el equipo catalán, sumando en total 2 goles y terminando la temporada en una digna novena posición.
De cara a la temporada 2019-20 continuó en la disciplina del equipo perico y continuó durante toda la campaña siendo una de las habituales en las convocatorias de la selección española sub-20. Esa temporada se perdió un gran número de encuentros y, después de disputar 30 partidos el año anterior, en la 19-20 sólo saltó al terreno de juego en 16 partidos y no anotó ningún gol. Ese fue su último año como jugadora del Espanyol, ya que su contrato terminó en verano de 2020 y club y jugadora no llegaron a un acuerdo para la renovación.

### Valencia C.F.
Después de dos años en Primera División con el RCD Espanyol, el 7 de agosto de 2020 el Valencia C.F. anunció el fichaje de Anna Torrodà, que llegó gratis después de su paso por Barcelona. Después de una decepcionante temporada, el conjunto ché inició una reconstrucción y Anna fue la apuesta para el centro del campo. Durante la temporada 20-21 demostró su nivel más alto hasta el momento. Participó en un total de 34 partidos siendo clave directamente en 11 goles de su equipo con 3 tantos y 8 asistencias, su cifra más alta hasta el momento. Así, el conjunto valencianista terminaría la temporada en mitad de tabla con una novena posición.
En la 21-22, sigue defendiendo los colores del Valencia C.F . Sigue siendo una pieza clave en el centro del campo de su equipo saliendo como titular en la gran mayoría de partidos disputados en el campeonato. En la 22-23, comienza a perder protagonismo en la fase final de la temporada.

### Levante UD
En la temporada 23-24, después de verse relegada al banquillo del Valencia, la jugadora decide salir del conjunto ché y firma por sus vecinos del Levante UD. Anna llegó a un club después de una temporada muy exitosa, consiguen la tercera posición en la clasificación de la Liga F y la clasificación para la fase previa de la Champions League Femenina. Ya con Anna sobre el césped, el equipo cae en la fase previa de la máxima competición europea.
En un gran año, el equipo vuelve a pelear por entrar en Europa y disputa la final de la SuperCopa de España frente al FC Barcelona, aunque caen derrotadas gravemente por 7-0. Pese al éxito deportivo, la jugadora sufrió una baja que la mantuvo alejada durante el terreno de juego hasta la pretemporada de la temporada 24-25, donde volvió a la dinámica habitual y recuperó su posición importante en el centro del campo levantinista. 

### Selección nacional
Como internacional, ha participado en diferentes categorías de las selecciones inferiores defendiendo la camiseta de España. Su debut con el equipo absoluto llegó el 15 de junio de 2021 en un encuentro amistoso frente a Dinamarca. La centrocampista del Valencia saltó al campo en el minuto 80 en un partido que terminarían ganando por 3-0. Volvió a ser convocada en dos ocasiones más: una en septiembre de 2021, cuando jugó un partido de clasificación para el Mundial frente a las Islas Feroe y otra en noviembre del mismo año, cuando volvió a saltar al campo para enfrentarse otra vez a las Islas Feroe. Por el momento no se ha estrenado como goleadora con el equipo nacional, pero su proyección y talento parecen indicar que volverá a ser convocada en muchas ocasiones más.

## Clubes
| Club                           | País   | Año             |
| ------------------------------ | ------ | --------------- |
| RCD Espanyol (cat. inferiores) | España | 2009-14         |
| FC Barcelona cadete-juvenil    | España | 2014-16         |
| FC Barcelona "B"               | España | 2016-18         |
| RCD Espanyol                   | España | 2018-2020       |
| Valencia C.F.                  | España | 2020-2023       |
| Levante U.D.                   | España | 2023-2025       |
| RCD Espanyol                   | España | 2025-Actualidad |

## Palmarés

### Campeonatos internacionales
| Título         | Equipo              | Sede  | Año  |
| -------------- | ------------------- | ----- | ---- |
| Europeo sub-19 | Selección de España | Suiza | 2018 |